# دعوى عزل ترامب الأولى
حدث عزل دونالد ترمب وهو الرئيس الخامس والأربعين للولايات المتحدة في 18 ديسمبر 2019 عندما وافق مجلس النواب على مواد الإقالة بعد اتهامه بإساءة استخدام السلطة وعرقلة الكونغرس. وجاءت محاكمة الرئيس ترمب بعد أن وصلت التحقيقات في قضية مجلس النواب إلى أن ترمب طلب تدخلًا أجنبيًا في الانتخابات الرئاسية الأمريكية لعام 2020 للمساعدة في محاولة إعادة انتخابه (فضيحة ترمب - أوكرانيا) ، ثم عرقل التحقيق نفسه من خلال إخبار مسؤولي إدارته بتجاهل مذكرات الاستدعاء للوثائق والشهادات.
أفاد التحقيق أن ترمب حجب المساعدات العسكرية ودعوة إلى البيت الأبيض من أجل التأثير على أوكرانيا لإعلان التحقيقات في منافس ترمب السياسي جو بايدن وادعاء مشكوك فيه بأن أوكرانيا تدخلت في الانتخابات الرئاسية الأمريكية لعام 2016. :8,208

## العزل
دونالد ترمب هو ثالث رئيس أمريكي يتم عزله من قبل مجلس النواب، بعد أندرو جونسون عام 1868 وبيل كلينتون في عام 1998. قبل ترمب، كان جونسون هو الرئيس الوحيد الذي تم عزله في فترته الأولى. في تاريخ الكونغرس صوتت اللجنة القضائية بمجلس النواب أيضًا على تبني ثلاث مواد لعزل الرئيس السابق ريتشارد نيكسون، لكنه استقال قبل التصويت الكامل في مجلس النواب. مجلس الشيوخ صوت لتبرئة كل من جونسون وكلينتون في محاكماتهما خصوصا في ظل الأغلبية الجمهورية للمجلس في محاكمة كلينتون.  بدأت مسيرة عزل دونالد ترمب، كرئيس للولايات المتحدة، بسبب ادعاءات خصومه الديمقراطيين بقيامه بجرائم وجنح جسيمة على حد تعبيرهم حيث قادا عضوي الكونغرس الديمقراطيين ال غرين وبراد شيرمان الجهود الأولى لعزل ترمب في عام 2017و في ديسمبر 2017 ، فشل قرار عزل في مجلس النواب بهامش 58-364 صوتًا.
بعد انتخابات الكونغرس في نوفمبر 2018 ، حصل الديمقراطيون على الأغلبية في مجلس النواب ما مكنهم من احياء طموحاتهم لعزل ترمب فأجروا عدة تحقيقات في تصرفاته وأمواله. زعمت رئيسة مجلس النواب الديمقراطية نانسي بيلوسي في البداية رفضها الدعوات إلى الإقالة. ومع ذلك، في مايو 2019 بدلت موقفها وأشارت إلى أن أفعال ترمب المستمرة، والتي وصفتها بأنها تعرقل سير العدالة ورفض احترام مذكرات الاستدعاء الصادرة عن الكونغرس، قد تستوجب إجراء محاكمة العزل. بدأت الأغلبية الديمقراطية التحقيقات في ما وصفتها فضائح مختلفة في إدارة ترمب والتي يمكن أن تؤدي إلى بنود العزل من قبل لجان الكونغرس المختلفة، بقيادة نانسي بيلوسي، وذلك في فبراير 2019 لكن التحقيق الرسمي بدأ في يوليو 2019 تخللها اصدارعدة مذكرات استدعاء لكن إدارة ترمب استخدمت الامتياز التنفيذي لعدم حضور الاستدعاءات، مما أدى إلى العديد من الدعاوى القضائية من الديمقراطيين.
فشل الديمقراطيين في تقديم ادلة قاطعة تثبت إساءة ترمب للسلطة خصوصا بعد التحقيقات التي اجرها المدعي الخاص المعين من الديمقراطيين (روبرت مولر) التي لم تستطع ان تقدم أي دليل مادي يثبت تواطؤ ترمب في قضية أوكرانيا، ورغم ذلك صوت كافة النواب الديمقراطيين على العزل واحالت نانسي بيلوسي قرارهم إلى مجلس الشيوخ للتصويت والموافقة عليه.
بعد استلام قرار العزل من مجلس النواب، قام مجلس الشيوخ بعقد المحاكمات الخاصة وتوصل في النهاية إلى تبرئة الرئيس دونالد ترمب من الإدانة والعزل من مهامه بعد ان صوتت الأغلبية ضد العزل نظرا لعدم وجود ادلة واثباتات واضحة على إساءة ترمب لاستخدام السلطة مما وضع الديمقراطيين في موقف محرج بعد اهدار ملايين الدولارات من أموال دافعي الضرائب على تحقيقات مولر التي فشلت في تقديم دليل واحد يثبت ادعاءاتهم.

## روابط خارجية
- كيف صوت كل عضو في مجلس النواب على عزله - عبر سي إن إن
- مجلس النواب يعزل الرئيس ترمب - أرشيف البث المباشر عبر C-SPAN